# Rachel Bilson
Rachel Sarah Bilson (født 25. august 1981) er en amerikansk skuespillerinde, der er bedst kendt for rollen som Summer Roberts i tv-serien The O.C.. Og Zoe Hart i  Hart of Dixie ' '
Hun er født i Los Angeles, Californien og stammer fra en showbusinessfamilie og begyndte en karriere som skuespiller som 17-årig på faderens opfordring. Efter at have medvirket i en række reklamer mindre roller i nogle tv-serier, blev hun tilbudt rollen som Summer i The O.C.. Til at starte med var hendes rolle tænkt som en birolle, men hendes forhold til en af hovedrolleindehaverne, Seth Cohen (Adam Brody), blev snart en populær vinkel i serien, og hun blev derfor hurtigt en af hovedrollerne selv.
Den 29. oktober 2014 blev Hayden Christensen og Bilson forældre til en pige, som fik navnet Briar Rose.